# Lijst van beschermd erfgoed in de gemeente Larochette
In deze lijst van beschermd erfgoed in de gemeente Larochette zijn alle geclassificeerde nationale monumenten van de Luxemburgse gemeente Larochette opgenomen.

## Monumenten per plaats

### Ernzen
| Object | Bouwjaar/architect | Locatie | Datum beschermd?     | Coördinaten | Afbeelding |
| ------ | ------------------ | ------- | -------------------- | ----------- | ---------- |
| Kerk   |                    |         | 12 januari 1989 (IS) |             |            |

### Larochette
| Object                                                               | Bouwjaar/architect | Locatie                  | Datum beschermd?                                          | Coördinaten | Afbeelding |
| -------------------------------------------------------------------- | ------------------ | ------------------------ | --------------------------------------------------------- | ----------- | ---------- |
| Gebouwen: huis met het aangrenzende park en de dam van de oude molen |                    | rue de Medernach 17      | 21 december 2007 (MN)                                     |             |            |
| Gebouwen, inclusief oude wasplaats                                   |                    | rue du Pain 2, 6, 10, 12 | 2 oktober 1989, 19 september 1989 en 8 augustus 1989 (IS) |             |            |
| Gebouw met tuin                                                      |                    | rue d'Ernzen 16          | 4 januari 1989 (IS)                                       |             |            |
| Gebouwen                                                             |                    | rue de Mersch 2          | 17 januari 1978 (IS)                                      |             |            |
| Huis                                                                 |                    | rue de Mersch 26         | 11 februari 1999 (IS)                                     |             |            |
| Drie lindebomen op een plek genaamd «Bleech»                         |                    |                          | 29 maart 1974 (IS)                                        |             |            |
| Gebouwen                                                             |                    | rue de Medernach 19      | 12 januari 2007 (IS)                                      |             |            |

### Meysembourg
| Object                                                                 | Bouwjaar/architect    | Locatie | Datum beschermd?   | Coördinaten                   | Afbeelding |
| ---------------------------------------------------------------------- | --------------------- | --- | ------------------ | ----------------------------- | ---------- |
| Kasteel Meysembourg met bijgebouwen en het aangelegde park             | 1880 / Charles Arendt | zichtbaar vanaf de weg Rue de Meysembourg (117)                                                                           | 7 maart 2008 (MN)  | 49° 46' 14" NB, 6° 11' 19" OL |            |
| Beuk (Fagus sylvatica)                                                 |                       | in de buurt van de vijver van het kasteel op de linkeroever van de Manzenbach, op een plaats genaamd «Beim Schlossweiher» | 29 maart 1974 (IS) |                               |            |
| Beuk (Fagus sylvatica)                                                 |                       | rechts van de weg genaamd «Kutschewé», op een plaats genaamd «Beim Schlossweiher»                                         | 29 maart 1974 (IS) |                               |            |
| Canadese hemlockspar (Tsuga canadensis) in de buurt van het kasteel    |                       | op een plaats genaamd «Beim Schlossweiher»                                                                                | 29 maart 1974 (IS) |                               |            |
| Beuk (Fagus sylvatica)                                                 |                       | gelegen aan de weg Larochette-Kengert, op een plaats genaamd «Kengertbusch»                                               | 29 maart 1974 (IS) |                               |            |
| Drie peervormige lijsterbesbomen                                       |                       | op een plaats genaamd «Schwarzfelder», op een plaats genaamd «Kengertbusch»                                               | 29 maart 1974 (IS) |                               |            |
| Douglasspar (Pseudotsuga douglasii) op de binnenplaats van het kasteel |                       | | 29 maart 1974 (IS) |                               |            |
| Spar (Abies nobilis)                                                   |                       | Links van de weg die leidt naar de boerderij, een afstand van ca. 20 m van de tuinmuur van het kasteel                    | 29 maart 1974 (IS) |                               |            |
| Reuzenlevensboom                                                       |                       | niet ver van het kasteel                                                                                                  | 29 maart 1974 (IS) |                               |            |
| Vijf douglassparren (Pseudotsuga douglasii)                            |                       | op een plaats genaamd «Beim Drippebour» aan de linkerkant van de beek in een weide van park                               | 29 maart 1974 (IS) |                               |            |
| Nordmann-spar                                                          |                       | op een plaats genaamd «Beim Drippebour», aan de linkerkant van de beek in een parkweide                                   | 29 maart 1974 (IS) |                               |            |
| Beuk (Fagus sylvatica)                                                 |                       | op een plaats genaamd «Kalwerdanz», op de rechteroever van de «Manzenbach» aan de kant van de weg en het                  | 29 maart 1974 (IS) |                               |            |
| Spar (Abies sp.)                                                       |                       | op een plaats genaamd «Ke'ssgrond», op de rechteroever van de beek op een afstand van 50 m van de weg en 12 m van de beek | 29 maart 1974 (IS) |                               |            |
| Beuk met 11 stammen (Fagus sylvatica)                                  |                       | op een plaats genaamd «Seitert» op de rechteroever van de «Manzenbach»                                                    | 29 maart 1974 (IS) |                               |            |

## Bron
- Liste des immeubles et objets classés monuments nationaux ou inscrits à l'inventaire supplémentaire